# 阿兹阿克岛
阿茲阿克島（英語：Aziak Island，又稱 Azki、Azlak、Azik、Azaik。）是美國的島嶼，位於太平洋海域，屬於阿留申群島中的安德烈亞諾夫群島一部分，由阿拉斯加州負責管轄。島長約1.8公里，最高點海拔高度58米，目前無人居住在島上。